# Ludzie na oceanie
Ludzie na oceanie (ros. Люди в океане, Ludi w okieanie) – radziecki dramat obyczajowy z 1980 roku w reżyserii Pawła Czuchraja.

## Opis fabuły
ZSRR lat 70. XX w. Gdzieś na jednej z wysp Pacyfiku oddział wojsk ochrony pogranicza strzeże granicy chińsko-radzieckiej. Pewnego dnia, podczas sztormowej pogody, kuter patrolowy "wopistów" wyławia z oceanu kilku chińskich rybaków. Radzieccy pogranicznicy udzielają Chińczykom niezbędnej pomocy, jednak ku ich zdziwieniu rozbitkowie proszą, aby nie odsyłać ich do Chin oficjalną drogą, ale pozwolić odpłynąć z niewielkimi zapasami prowiantu na jakiejkolwiek łodzi. Chińczycy doskonale zdają sobie bowiem sprawę, że podczas trwającego właśnie zatargu radziecko-chińskiego przyjęcie przez nich pomocy radzieckiej oznaczać będzie dla nich w macierzystym kraju oskarżenie o zdradę. Z kolei dowódca radzieckiej strażnicy nie może się na takie rozwiązanie zgodzić – poinformował już swoich przełożonych o całym zdarzeniu i musi działać na "drodze służbowej". Impas doprowadza do paradoksalnego konfliktu pomiędzy radzieckimi pogranicznikami a uratowanymi Chińczykami oraz w grupie samych Chińczyków – część z nich postanawia przyjąć wersję o wzięciu ich do niewoli przez Rosjan, brutalnych przesłuchaniach, natomiast jeden z nich chce być lojalny wobec wybawców. Wkrótce do wyspy dociera tsunami, strażnica zostaje ewakuowana na wzniesienia, a podczas ogólnego zamieszania ginie zamordowany przez współziomka Chińczyk, który nie chciał uznać wersji o wzięciu do radzieckiej niewoli. Pozostali zostają oficjalnie odesłani do kraju. 

## Obsada aktorska
- Wadim Spiridonow – d-ca strażnicy
- Oleg Li – chińczyk mówiący po rosyjsku
- Boris Smroczkow – miczman
- Boris Gałkin – marynarz
- Swietłana Toma – por. Strielnikowa (tłumacz)
- Łarisa Udowiczenko – żona d-cy strażnicy
- Władimir Zamanski – lekarz
- Walentina Bieriezucka – kucharka

i inni.

## Nagrody
- 1981 – Nagroda Leninowskiego Komsomołu
- 1981 – Nagroda za najlepszy film patriotyczny na OFF w Wilnie
- 1981 – Dyplom Specjalny na II Ogólnozwiązkowym Przeglądzie Filmowym w Mińsku
- 1981 – Złoty Medal im. Dowżenki